# 21-ша танкова дивізія (Третій Рейх)
21-ша та́нкова диві́зія (Третій Рейх) (нім. 21. Panzer-Division) — танкова дивізія Вермахту в роки Другої світової війни. 1 серпня 1941 переформована з 5-ї легкої дивізії.

## Командування

### Командири

#### Африканський ТВД
- генерал-майор Йоганн фон Рафенштайн (нім. Johann von Ravenstein) (1 серпня — 29 листопада 1941) (29 листопада 1941 — взятий у британський полон);
- оберст-лейтенант Густав-Георг Кнабе (нім. Gustav-Georg Knabe) (29 листопада — 1 грудня 1941), ТВО;
- генерал-майор Карл Беттхер (нім. Karl Böttcher) (1 грудня 1941 — 11 лютого 1942);
- оберст (з квітня 1942 — генерал-майор) Георг фон Бісмарк (нім. Georg von Bismarck) (11 лютого — 31 серпня 1942), (загинув у бою);
- оберст Карл-Ганс Лунгерсгаузен (нім. Karl-Hans Lungershausen) (1 вересня — 18 вересня 1942), ТВО;
- генерал-майор Гайнц фон Рандов (нім. Heinz von Randow) (18 вересня — 21 грудня 1942), (загинув у бою);
- оберст барон Курт фон Лібенштайн (нім. Kurt Freiherr von Liebenstein) (21 грудня 1942 — 1 січня 1943), ТВО;
- генерал-майор Ганс-Георг Гільдебрандт (нім. Hans-Georg Hildebrandt) (1 січня — 25 квітня 1943);
- генерал-майор Генріх-Герман фон Гюльзен (нім. Heinrich-Hermann von Hülsen) (25 квітня — 13 травня 1943) (13 травня 1943 — узятий у британський полон);

#### Західноєвропейський ТВД
- генерал-майор (з серпня 1944 — генерал-лейтенант) Едгар Фойхтінгер (нім. Edgar Feuchtinger) (15 травня 1943 — 15 січня 1944);
- генерал-майор Освін Гроліг (нім. Oswin Grolig) (15 січня 1944 — 8 березня 1944);
- генерал-лейтенант Франц Вестгофен (нім. Franz Westhoven) (8 березня — 8 травня 1944);
- генерал-лейтенант Едгар Фойхтінгер (нім. Edgar Feuchtinger) (8 травня 1944 — 25 січня 1945);

#### Східноєвропейський ТВД
- оберст Гельмут Цолленкопф (нім. Helmut Zollenkopf) (25 січня — 12 лютого 1945);
- генерал-лейтенант Вернер Маркс (нім. Werner Marcks) (12 лютого — 8 травня 1945).